# Sanders Keep Military Cemetery
Le  Sanders Keep Military Cemetery   est un cimetière militaire britannique de la Première Guerre mondiale, situé sur le territoire de la commune de Graincourt-lès-Havrincourt, dans le département du Pas-de-Calais, à l'est d'Arras.

## Localisation
Ce cimetière est situé en pleine campagne, à 1,5 km au sud-ouest du village. Depuis la D 15, il est accessible en empruntant un chemin agricole sur environ 200 mètres.

## Histoire
|  |  |

Le village de Graincourt-lès-Havrincourt est occupé par les troupes allemandes dès fin août 1914.

Début septembre 1918, les troupes du Commonwhealt franchissent la Ligne Hindenburg et arrivent près de Graincourt le 27 septembre. Les Allemands avaient construit une fortification appelée Le Donjon de Sanders au sud du village, sur une butte, qui permettait de contrôler toute la région.
Ce site fut pris d'assaut par les Scots Guards le 27 septembre 1918 après de violents combats . Les 143 soldats britanniques tués lors de cette attaque furent enterrés sur le champ de bataille
.

## Caractéristiques
Ce cimetière est  entièrement clos d'un muret de moellons.

## Galerie

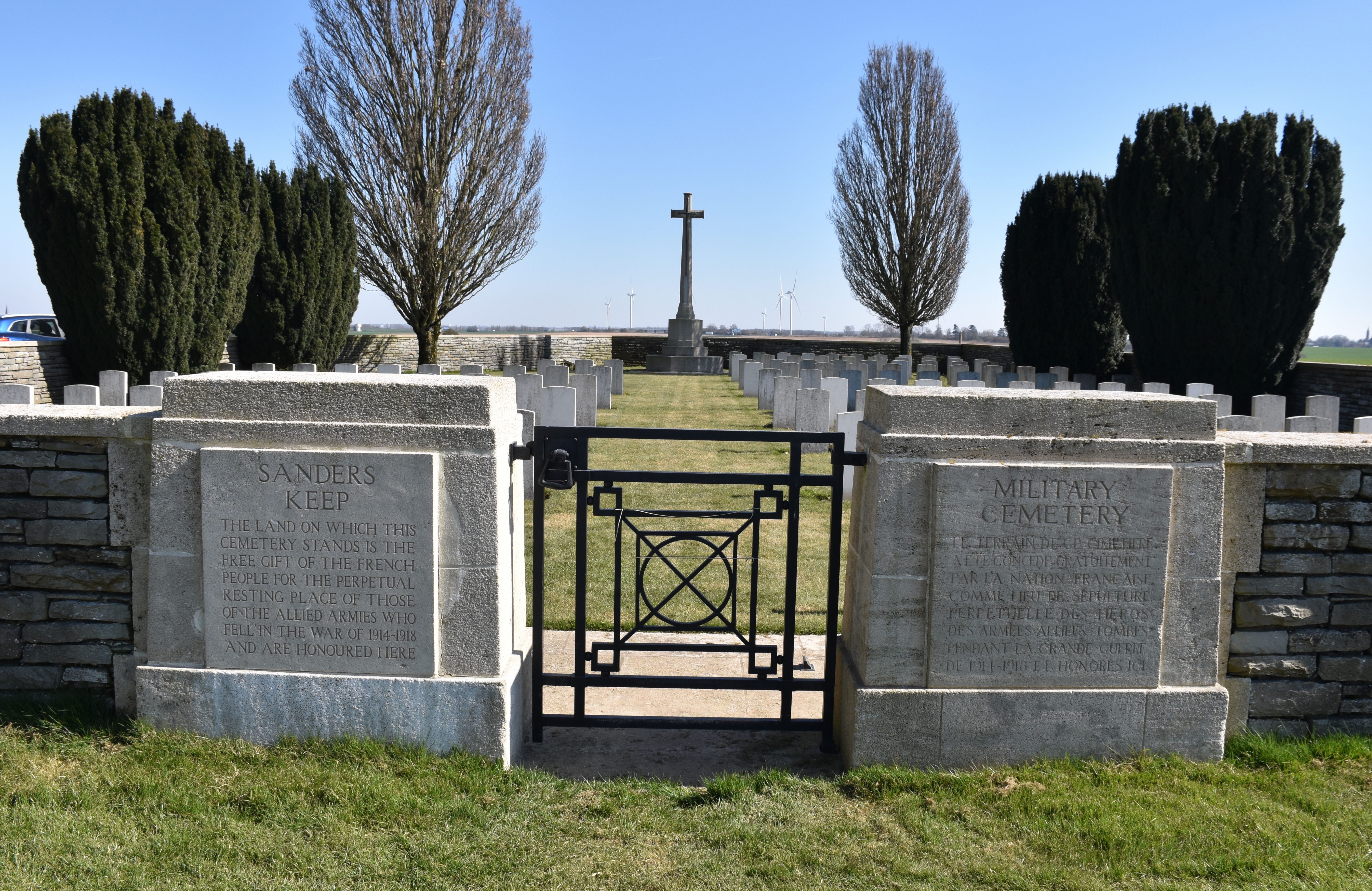
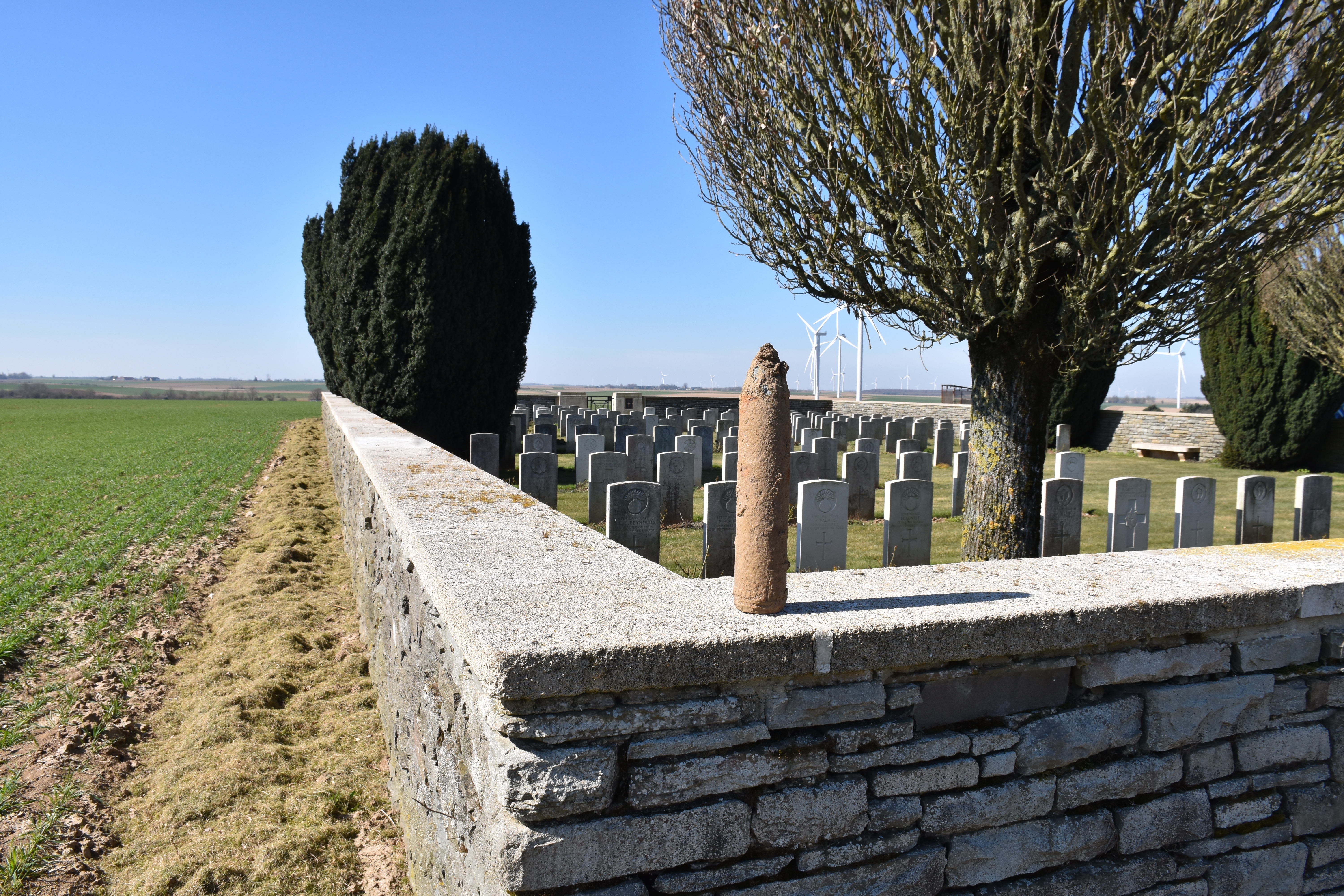
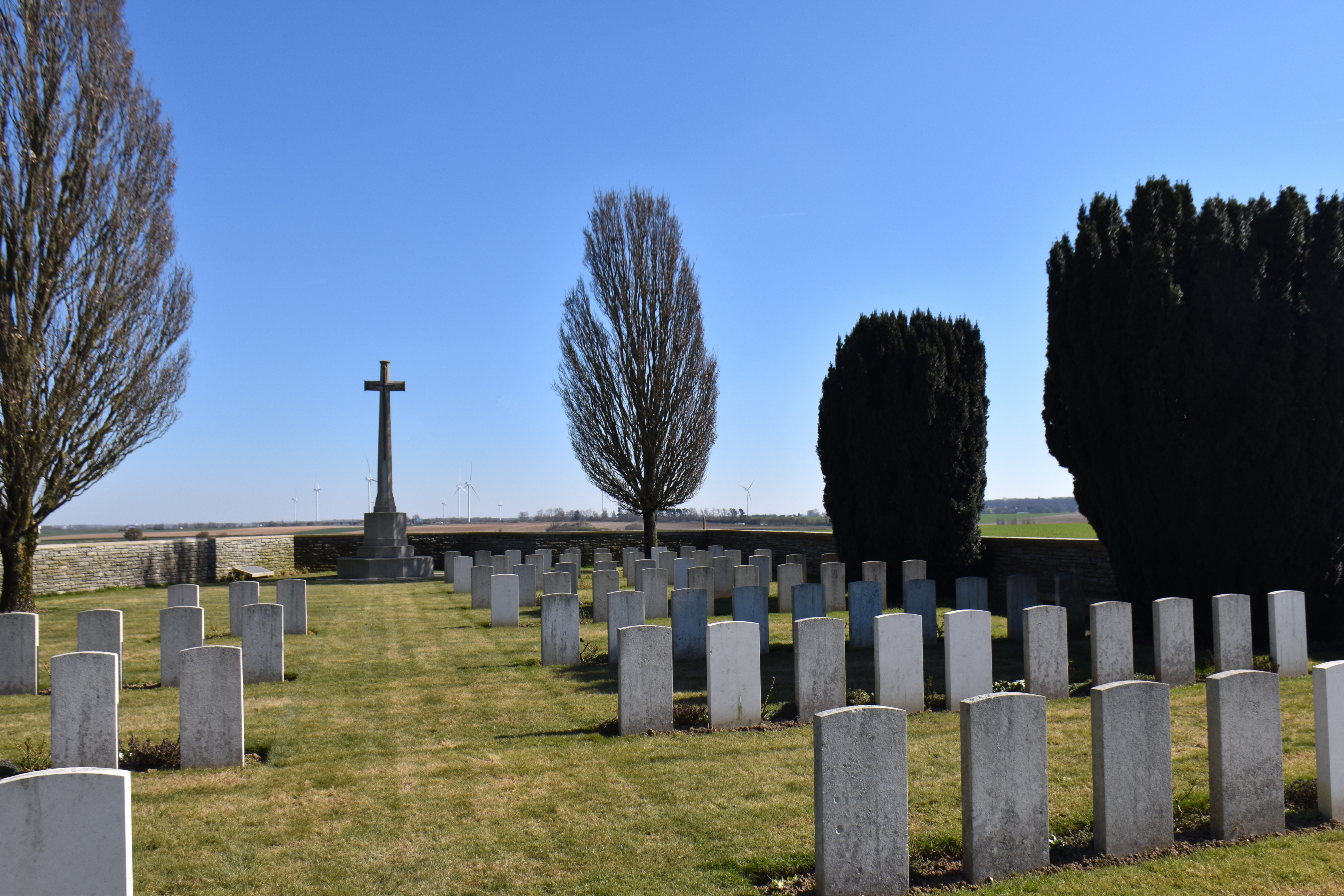
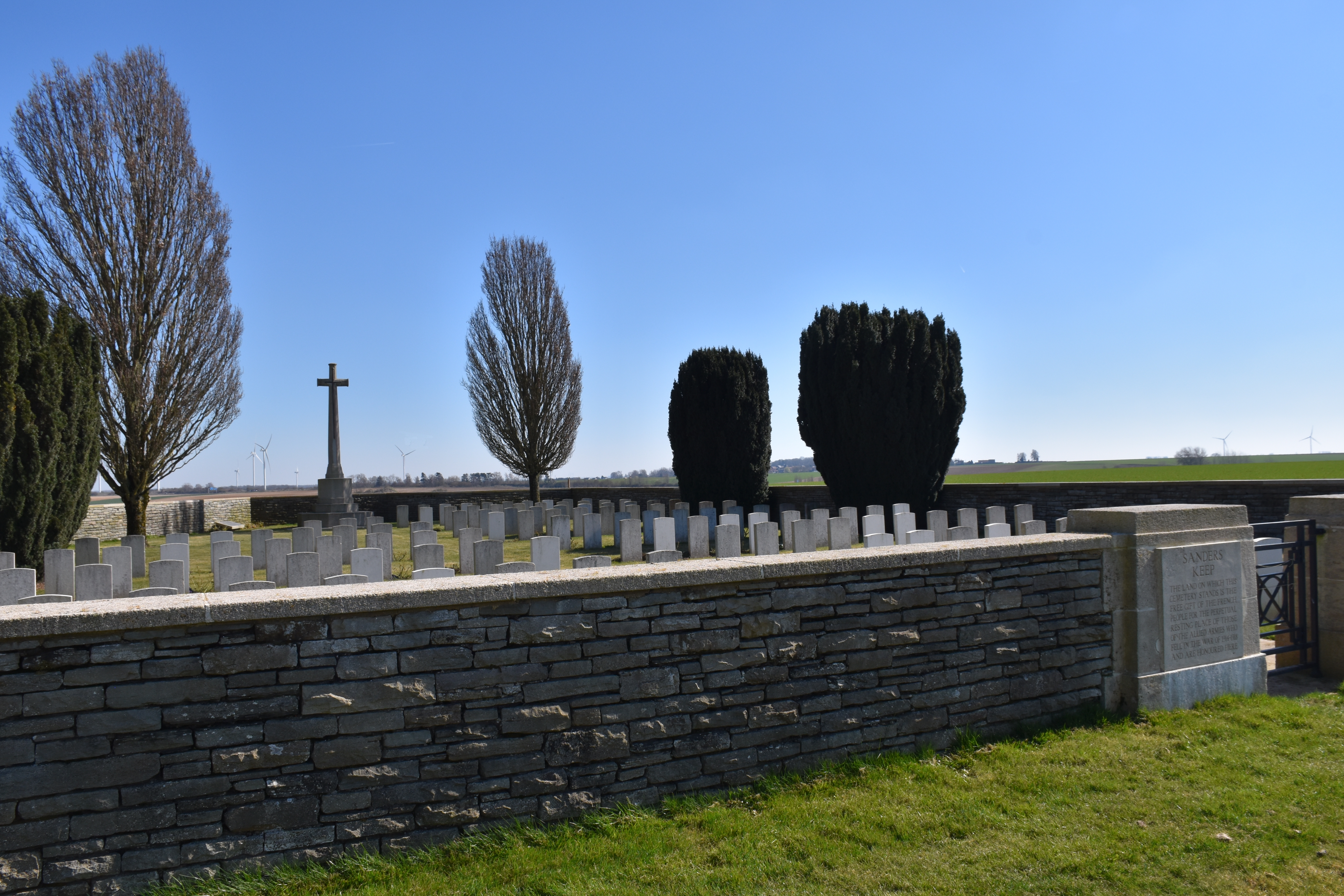
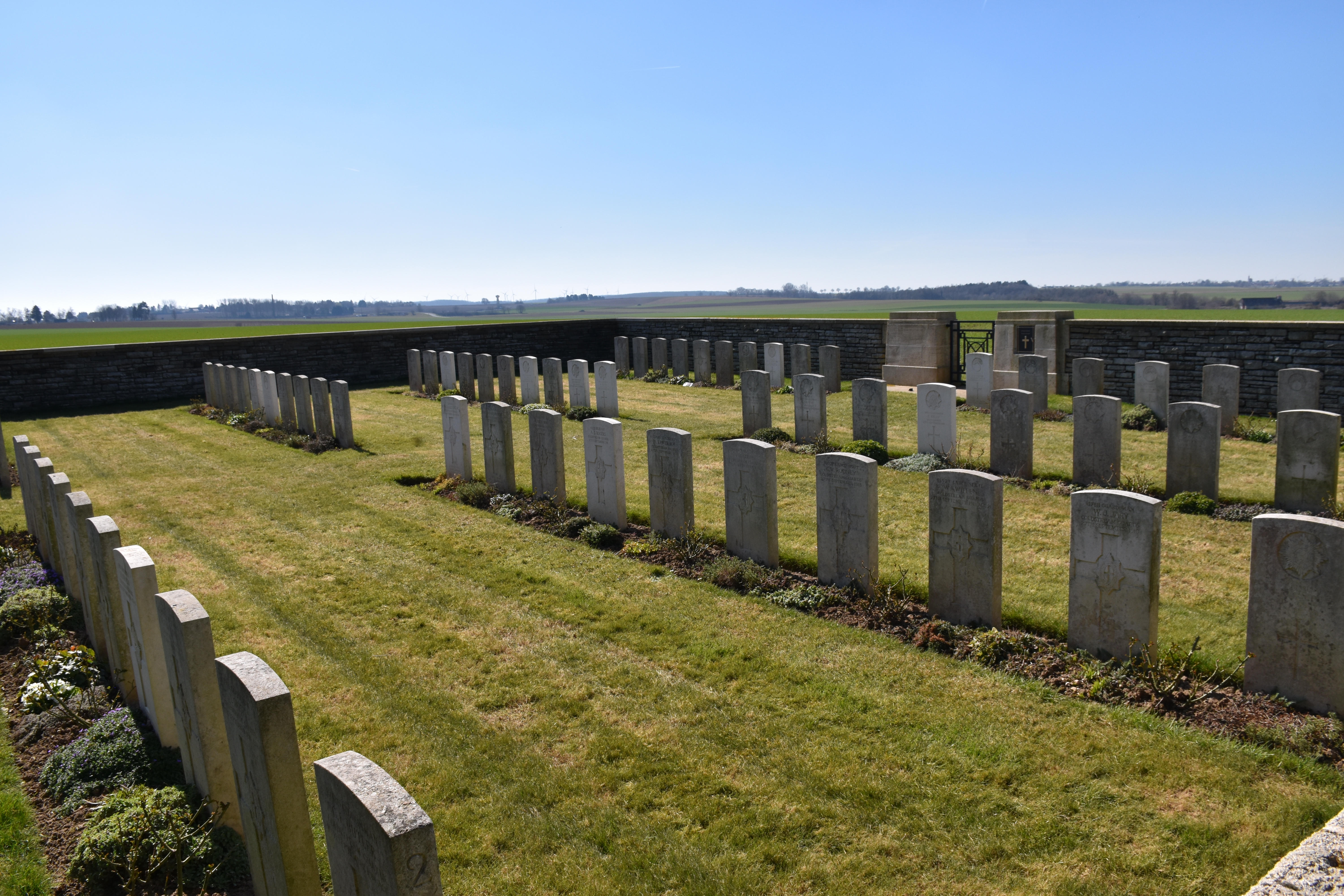
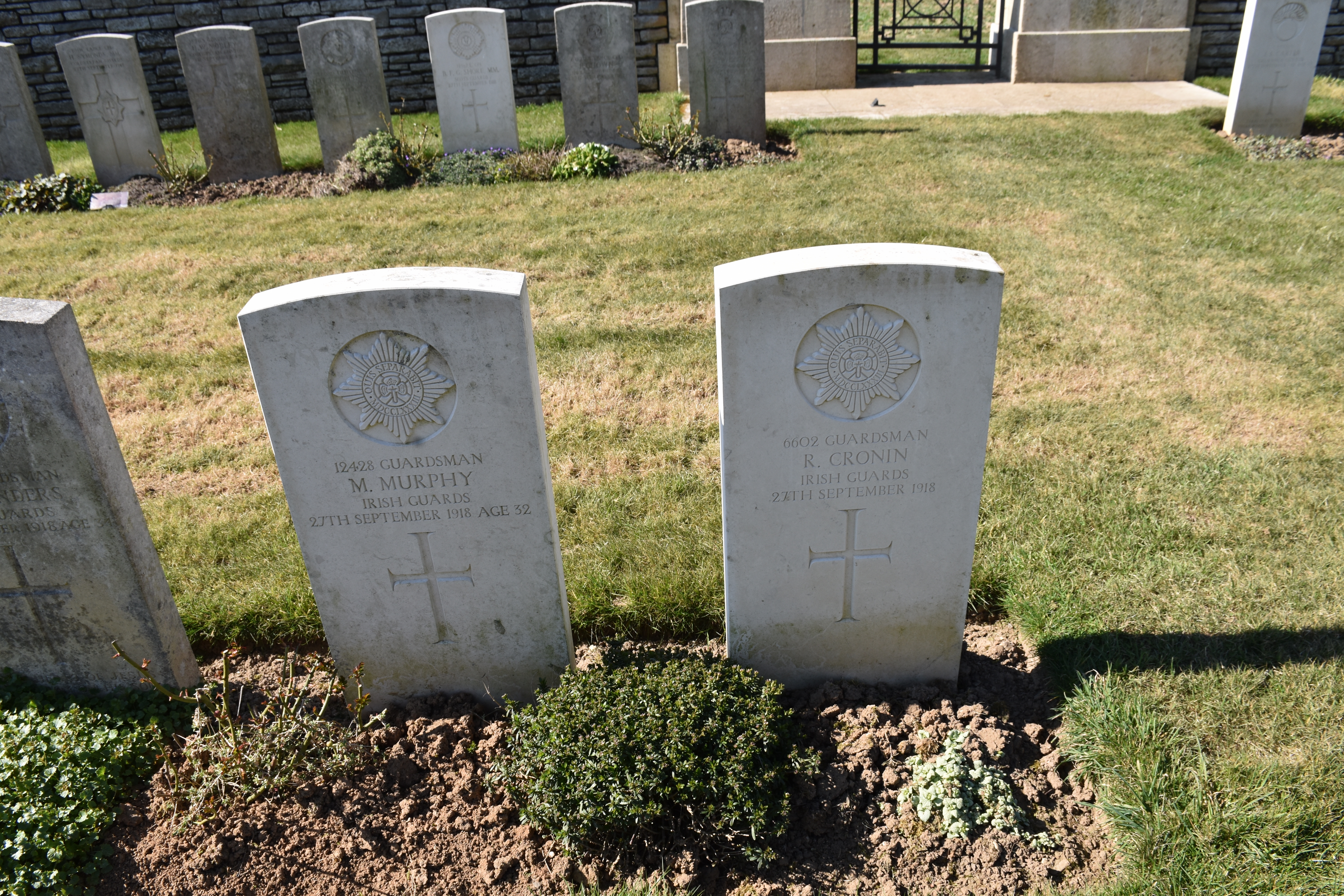

## Sépultures
| Pays        | Sépultures |
| ----------- | ---------- |
| Royaume-Uni | 143        |

## Pour approfondir